# Юсефссон, Энар
Энар Юсефссон (швед. Enar Josefsson; 6 сентября 1916, Оселе — 18 декабря 1989, Стокгольм) — шведский лыжник, призёр Олимпийских игр 1952 года, чемпион мира 1950 года в эстафете.

## Карьера
На Олимпийских играх 1952 года в Осло завоевал бронзу в эстафетной гонке, в которой бежал третий этап, начав этап на 2-й позиции, он по ходу своего этапа пропустил вперёд представителя сборной Норвегии Мартина Стоккена. Так же был 13-м в гонке на 18 км, в гонке на 50 км участия не принимал.
Очень успешно выступил на чемпионате мира-1950 в Лейк-Плэсиде, на котором завоевал медали во всех трёх видах программы, золото в эстафете и два серебра, в гонках на 18 и 50 км.